# Chandra Sturrup
Chandra Sturrup (Sinh ngày 12 tháng 9 năm 1971) là một vận động viên điền kinh người Bahamas

## Nghề nghiệp
Cô là một chuyên gia nội dung 100 m với thành tích kỷ lục 10.84 giây đạt được tại Lausanne, Thụy Sĩ. Sturrup là một cựu sinh viên của Đại học bang Norfolk và đã tham gia hầu hết mọi sự kiện lớn kể từ năm 1991 cho đến sau sự ra đời của con trai bà, Shawn Murray Jr. Cô được huấn luyện bởi Trevor Graham.
Sturrup thi đấu tại Thế vận hội mùa hè 2008 ở Bắc Kinh tại nội dung 100 mét. Tại vòng thứ nhất, cô đối đầu với Kelly-Ann Baptiste và Lina Grincikaite, kết thúc với thành tích 11.30 giây để tiến tới vòng thứ hai. Ở đó, cô cải thiện thành tích còn 11.16 giây và xếp thứ 3 sau Sherone Simpson và Muna Lee. Trong trận bán kết  của cô kết thúc ở vị trí thứ năm với 11,22 giây và bị loại. Đồng đội Bahamas của cô Debbie Ferguson đủ điều kiện cho trận chung kết, nhưng cô đã xếp ở vị trí thứ tư trong trận bán kết của mình.

## Thành tích
- Giải vô địch Điền kinh Thế giới 2005 - vị trí thứ tư (100 m)
- Giải vô địch trong nhà IAAF thế giới 2003 - Huy chương đồng (100 m)
- Đại hội thể thao Khối Thịnh vượng chung 2002 - huy chương vàng (tiếp sức 4 × 100 m)
- Giải vô địch Điền kinh Thế giới 2001 - Huy chương đồng (100 m)
- Giải vô địch trong nhà IAAF thế giới 2001 - huy chương vàng (60 m)
- Thế vận hội mùa hè 2000 - huy chương vàng (tiếp sức 4 × 100 m)
- Thế vận hội mùa hè 2000 - vị trí thứ sáu
- Giải vô địch Điền kinh Thế giới 1999 - huy chương vàng (tiếp sức 4 × 100 m)
- Giải vô địch trong nhà IAAF thế giới 1999 - vị trí thứ bảy (100 m)
- Đại hội thể thao Khối Thịnh vượng chung 1998 - huy chương vàng (100 m)
- Giải vô địch trong nhà IAAF thế giới 1997 - huy chương bạc (60 m)
- Thế vận hội mùa hè 1996 - Huy chương bạc (tiếp sức 4 × 100 m)
- Thế vận hội mùa hè 1996 - vị trí thứ tư (100 m)